# Зашквара Василь Григорович
Василь Григорович Зашквара (14 січня 1902, Павлоград, Катеринославська губернія — 1989, Харків) — радянський український учений, інженер-металург, професор. У 1938—1939 роках був під слідством за сфальсифікованими звинуваченнями у розвідувальній діяльності. Директор Українського державного науково-дослідного вуглехімічного інституту у 1947—1965 роках. Займався питаннями покращення техніко-економічних характеристик доменного та коксохімічного виробництв, механізацією трудомістких дій на коксохімічних заводах.

## Життєпис
Василь Зашквара народився 14 січня 1902 року в родині службовця у повітовому місті Павлограді Катеринославської губернії. Українець за національністю. Початкову освіту здобував у приходській школі та міському училищі. Трудову діяльність почав у 1917 році, працював столяром. Наступного року поступив до Єлизаветградського соціально-економічного політехнікуму, який закінчив у 1921 році. Пізніше працював на металургійному виробництві, у 1925 році став креслярем металургійної лабораторії, а у 1926 році старшим дослідником у мартенівському цеху металургійного заводу ім. Петровського. Наступного року перейшов працювати до Дніпропетровського філіалу Діпромезу, де послідовно обіймав посади кресляра, конструктора та інженера. Паралельно навчався на хіміко-технологічному відділенні металургійного факультету Дніпропетровського гірничого інституту, яке закінчив у 1928 році зі спеціальністю інженера-металурга. Пізніше проходив строкову службу у Червоній армії.
З 1929 року працював у Дніпропетровському відділенні Коксобуду на посаді групового інженера та асистентом у Дніпропетровському інституті інженерів залізничного транспорту. У 1931 році Зашквара переїхав до Харкова, через переведення його до проєктного інституту Діпрококс. На новому місці роботи послідовно обіймав посади керівника вугільної групи, старшого інженера, начальника конструкторського сектору, заступника начальника вуглекоксового сектору, у 1937—1938 роках виконувача обов'язки головного інженера. Для ознайомлення з організацією та технологією коксохімічної промисловості США був відправлений у відрядження. Під час подорожі, у 1933—1934 роках, Зашквара відвідав підприємства корпорації Koppers у Нью-Йорку, Піттсбурзі, Філадельфії, Детройті та Баффало.
Заступник головного інженера інституту Діпрококс Василь Зашквара був заарештований 5 липня 1938 року. Його обвинувачували за статтею 546 Кримінального кодексу Української СРР 1927 року у «розвідувальній діяльності». Прокуратура Харківської області закрила справу Зашквари та звільнила його з-під варти 26 липня 1939 року за статтею 1972 Кримінально-процесуального кодексу УРСР. У біографічному збірнику «Провідні вчені Харківського національного економічного університету» стверджується, що звинувачення проти Зашквари були сфальсифіковані.
Під час Німецько-радянської війни перебував в евакуації та працював на керівних посадах інженерно-конструкторської служби Діпрококсу. Він займався розробкою та реалізацією проєктів з модернізації коксохімічних та металургійних підприємств Уралу, а також підвищенню їх ефективності. Пізніше займався відновленням коксохімічних підприємств Донбасу та Наддніпрянщини. Був відзначений державними нагородами за ліквідацію аварії при пуску 3-ї коксової батареї Новокузнецького металургійного комбінату та створення першого в СРСР роторного вагоноперекидача.
У 1947 році очолив Український науково-дослідний вуглехімічний інститут. Через два роки захистив у спецраді Харківського інженерно-економічного інституту дисертацію на здобуття наукового ступеня кандидата технічних наук за темою «Організація приймання та зберігання вугілля на коксохімічних заводах» (рос. Организация приема и хранения угля на 
коксохимических заводах). У 1957 році Василю Зашкварі було надане вчене звання старшого наукового співробітника, а через п'ять років він здобув ступінь доктора технічних наук за сукупністю наукових праць. За іншими відомостями, він захистив докторську дисертацію за темою «Дослідження і практичне застосування прогресивних методів використання кам'яного вугілля та його сумішей для одержання металургійного коксу». У 1965 році Зашквара покинув посаду директора інституту та очолив його лабораторію. Також, за сумісництвом, Василь Зашквара працював у 1966—1971 роках професором кафедри хімічної технології Харківського інженерно-економічного інституту та читав курс технології коксохімічного виробництва. У званні професора Василь Зашквара був затверджений рішенням Вищої атестаційної комісії від 8 квітня 1967 року.
Василь Зашквара помер 1989 року в Харкові.

Могила на Другому міському кладовищі Харкова

## Наукова діяльність
Під час роботи в Українському науково-дослідному вуглехімічному інституті, Василь Зашквара досліджував процеси зберігання та підготовки вугілля до коксування. Він підтримував активне впровадження нової техніки та технологій у вугільнопідготовчому виробництві. Займався механізацією трудомістких процесів на коксохімічних заводах. Розробив перші в СРСР мостово-гредерні перевантажувачі, устаткування молоткових подрібнювачів та вагоноперекидачів, був ініціатором механізації вугільних складів.
Василь Зашквара займався питаннями поліпшення техніко-економічних показників доменного та коксохімічного виробництв. Зокрема проблемами коксування та інтенсифікації процесів підготовки вугільних шихт. Окрім того, Зашквара займався технологією підготовки вугілля до коксування, розробив її теоретичні засади. Разом з науковцем А. К. Шелковим, була проведена робота з визначення двох основних напрямки попереднього нагріву шихт: глибоке сушіння з нагрівом до 100—120 °C та термічна підготовка з температурою до 250 °C. Ці напрямки дозволили підвищити продуктивність коксових печей на 50 відсотків та дозволили використовувати у шихті більшу кількість малометаморфізованого вугілля.
Також вчений займався підготовкою наукових кадрів, всього під його науковим керівництвом захистилося вісім кандидатів наук. Василь Зашквара входив до складу Наукової ради Державного комітету при Раді міністрів СРСР з координації науково-дослідних робіт «Нові процеси в коксохімічній промисловості» та спеціалізованої ради Вищої атестаційної комісії при Українському науково-дослідному вуглехімічному інституті. Плідно співпрацював з науковим журналом «Кокс и химия», входив до складу його редакційної колегії, займався рецензуванням чужих наукових робіт і опублікував багато своїх.
У біографічному збірнику «Провідні вчені Харківського національного економічного університету» Василя Зашквару схарактеризували як «енергійний та ерудований конструктор-новатор та дослідник коксохімічної справи». У журналі «Кокс и химия» писали, що Василь Зашквара «висококваліфікований спеціаліст, талановитий інженер, творчій науковий співробітник».

## Вибрані публікації
Всього Василь Зашквара був автором більше ніж 150 наукових праць, зокрема п'яти монографій. Список вибраних публікацій:
- Американская коксохимическая промышленность: Атлас оборудования угольных и коксовых цехов на американских коксохимических заводах; Гипрококс.  Харьков: Гос. науч. техн. изд-во Украины, 1936. 97 с.
- Исследование углей Донецкого бассейна как сырья для коксования: [Сборник статей]. Ред. В. Г. Зашквара. Харьков; Москва Металлургиздат, 1951. 203 с.
- Подготовка углей к коксованию. Харьков: Металлургиздат, 1956. 252 с.
- Организация хранения коксующихся углей. Харьков: Металлургиздат, 1959. 253 с.
- Применение процессов сушки углей в кипящем слое в коксохимической промышленности. В. Г. Зашквара, Г. Ф. Возный, Ю. Б. Тютюнников, А. И. Ольферт. Москва: Недра, 1967. 85 с.
- Подготовка углей к коксованию. 2-е изд., доп.  Москва: Металлургия, 1967. 339 с.
- Подготовка углей к коксованию. В. Г. Зашквара, А. Г. Дюканов.  Москва: Металлургия, 1981. 60 с.

## Особисте життя
Окрім наукової та педагогічної діяльності, Василь Зашквара активно займався громадською та партійною роботою. Він був членом Комуністичної партії Радянського Союзу з 1946 року. Протягом 1948—1960 років був депутатом Харківської міської ради депутатів трудящих, неодноразово обирався до складу партійного бюро Українського науково-дослідного вуглехімічного інституту. Вів активну роботу з пропаганди комуністичної ідеології, займався політичною просвітою громадян. Зокрема успішну діяльність Василя Зашквари, у цьому напрямку, відмічав Петро Родіонов, на той час головний редактор журналу «Агітатор».
Багато уваги Василь Зашквара приділяв своєму хобі — образотворчому мистецтву. Протягом останніх двадцяти п'яти років свого життя, він брав участь у 30 обласних, республіканських та всерадянських виставках. Багато разів ставав лавреатом фестивалів народної творчості.
Його син Володимир був вченим-фізиком.

## Нагороди
Всього Василь Зашквара був нагороджений шістьма орденами та п'ятьома медалями. Серед них: 
- орден Трудового Червоного Прапора (1945, 1949, 1958)
- орден «Знак Пошани» (два нагородження, один у 1943)
- медаль «За доблесну працю у Великій Вітчизняній війні 1941—1945 рр.» (1946)
- медаль «За відбудову підприємств чорної металургії Півдня» (1948)